# Scott Wootton
Scott James Wootton, född 12 september 1991 i Birkenhead, England, är en engelsk professionell fotbollsspelare. Han spelar som försvarsspelare i Leeds United som köpte honom från Manchester United i augusti 2013.